# Коларзо (Терамо)
Коларзо (итал. Collarso) је насеље у Италији у округу Терамо, региону Абруцо.
Према процени из 2011. у насељу је живело 67 становника. Насеље се налази на надморској висини од 303 м.